# ویاچسلاو کلوکوف
ویاچسلاو کلوکوف (روسی: Вячеслав Иванович Клоков؛ زادهٔ ۲ سپتامبر ۱۹۵۹) وزنه‌بردار اهل روسیه بود.
وی در مسابقات کشوری و بین‌المللی در مجموع برندهٔ ۱ مدال طلا، ۲ مدال نقره شده‌است.